# Владимировка (Скадовский район)
Владимировка (укр. Володимирівка) — село в Лазурненской поселковой общине Скадовского района Херсонской области Украины.
Население по переписи 2001 года составляло 881 человек. Почтовый индекс — 75721. Телефонный код — 5537. Код КОАТУУ — 6524780501.

## Местный совет
75721, Херсонская обл., Скадовский р-н, с. Владимировка, ул. Советская, 26